# Sambuca di Sicilia rosato
Il Sambuca di Sicilia rosato è un vino a DOC che può essere prodotto nel comune di Sambuca di Sicilia in provincia di Agrigento.

## Vitigni con cui è consentito produrlo
- Nero d'Avola minimo 50%,
- altri vitigni a bacca nera, non aromatici, idonei alla coltivazione per la provincia di Agrigento, fino ad un massimo del 50%.

## Caratteristiche organolettiche
- colore: rosato pallido con eventuali riflessi aranciati;
- profumo: fine, caratteristico, intenso;
- sapore: asciutto, fragrante, vellutato;

## Produzione
Provincia, stagione, volume in ettolitri